# Australian Open de dezembro de 1977
O Australian Open de dezembro de 1977 foi um torneio de tênis disputado nas quadras de grama do Kooyong Lawn Tennis Club, em Melbourne, na Austrália, entre 19 e 31 de dezembro. Corresponde à 10ª edição da era aberta e à 66ª de todos os tempos.

## Finais

### Profissional
| Categoria | Evento    | Campeã(s)(o/ões)                           | Vice-campeã(s)(o/ões)                      | Resultado                                  | Chave(s)  | Chave(s)       |
| --------- | --------- | ------------------------------------------ | ------------------------------------------ | ------------------------------------------ | --------- | -------------- |
| Simples   | Masculino | Vitas Gerulaitis                           | John Lloyd                                 | 6–3, 7–6, 5–7, 3–6, 6–2                    | principal | qualificatório |
| Simples   | Feminino  | Evonne Goolagong Cawley                    | Helen Gourlay Cawley                       | 6–3, 6–0                                   | principal | qualificatório |
| Duplas    | Masculino | Ray Ruffels Allan Stone                    | John Alexander Phil Dent                   | 7–6, 7–6                                   | principal | principal      |
| Duplas    | Feminino  | Final não disputada; o título foi dividido | Final não disputada; o título foi dividido | Final não disputada; o título foi dividido | principal | principal      |

### Juvenil
| Categoria | Evento    | Campeã(s)(o/ões)         | Vice-campeã(s)(o/ões) | Resultado | Chave(s)  | Chave(s)       |
| --------- | --------- | ------------------------ | --------------------- | --------- | --------- | -------------- |
| Simples   | Masculino | Ray Kelly                |                       |           | principal | qualificatório |
| Simples   | Feminino  | Amanda Tobin             | Leanne Harrison       | 6–1, 6–2  | principal | qualificatório |
| Duplas    | Masculino | Ray Kelly Geoffrey Thams |                       |           | principal | principal      |
| Duplas    | Feminino  | Keryn Pratt Amanda Tobin |                       |           | principal | principal      |